# 마지막 한 걸음까지
마지막 한 걸음까지(독일어: So weit die Füße tragen)는 2001년 제2차 세계대전 종전 후 포로 코넬리우스 로스트(클레멘스 포렐)가 소련에 있는 시베리아 굴라크에서 독일로 탈출한 이야기를 그린 영화다. 바이에른 소설가 조제프 마틴 바우어가 쓴 동명의 저서에 바탕을 두고 있다. 이 책은 KGB의 응징을 피하기 위해 "클레멘스 포렐"이라는 가명을 사용한 코넬리우스 로스트의 이야기를 바탕으로 차례차례 등장한다. 이전의 텔레비전 각색(마지막 한 걸음까지(TV 시리즈)은 1959년에 제작되었다. 그러나 이 책의 출간 이후 코넬리우스 로스트의 이야기의 진위여부에 대해 치명적인 의심이 제기되어 왔다.

## 출연진
- 베른하르트 베테르만 - 클레멘스 포렐 역
- 아이리스 보흠 - 캐서린 포렐 역
- 아나톨리 코테뇨프 - 카메네프 중령 역
- 미하엘 멘들 - 스토퍼 박사 역
- 이리나 판타예바 - 이리나 역
- 한스 우웨 바우어(영어판) - 라이브릭트 역
- 안드레 헤니케 - 바우크네흐트 역
- 안토니오 와넥 - 매턴 역
- 요하네스 히츠블레흐 - 댄혼 역
- 스티븐 울프 슈멤버그 - 클러그먼 역
- 이리나 나르베코바 - 파드물로바 박사 역
- 한스 피터 홀워치 - 보드레셀 삼촌 역
- 파벨 라이프셰프(영어판) - 캠프 사령관 역